# Ericson Core
Ericson Core ist ein US-amerikanischer Kameramann und Regisseur.

## Leben
Core absolvierte seine Ausbildung an der USC School of Cinematic Arts sowie dem Art Center College of Design. Als Kameramann und Regisseur war er an Werbefilmen und Musikvideos beteiligt.
Als eigenständiger Kameramann im Filmgeschäft ist er seit Mitte der 1990er Jahre tätig. 2000/2001 sammelte er erste Erfahrung als Regisseur und inszenierte mehrere Folgen der Serie Frauenpower. Im Jahr 2006 folgte mit Unbesiegbar – Der Traum seines Lebens sein erster Spielfilm. Im Dezember 2015 wurde die Neuverfilmung des Actionsfilms Gefährliche Brandung veröffentlicht, für deren Inszenierung Core verantwortlich ist.

## Filmografie (Auswahl)
Kamera
- 1996: Exit in Red
- 1997: 187 – Eine tödliche Zahl (One Eight Seven)
- 1997: Wie ein Vogel ohne Flügel (Before Women Had Wings)
- 1999: Payback – Zahltag (Payback)
- 1999: Dr. Mumford (Mumford)
- 2000: Dancing at the Blue Iguana
- 2001: The Fast and the Furious
- 2003: Daredevil
- 2006: Unbesiegbar – Der Traum seines Lebens (Invincible)
- 2019: Togo

Regie
- 2000–2001: Frauenpower (Family Law, Fernsehserie, 3 Folgen)
- 2006: Unbesiegbar – Der Traum seines Lebens (Invincible)
- 2015: Point Break
- 2019: Togo